# Kenji Terada
Terada Kenji (jap. 寺田 憲史) – japoński pisarz i scenarzysta, autor scenariuszy do gier komputerowych, mang i anime. Napisał scenariusz do trzech pierwszych części Final Fantasy.